# 盛岡市道向中野東仙北線
盛岡市道向中野東仙北線（もりおかしどうむかいなかのひがしせんぼくせん）は、岩手県盛岡市南部（ゆいとぴあ盛南地区）を通る幹線一級市道。

## 区間
- 起点：盛岡市向中野（本宮交差点・国道46号（盛岡西バイパス）・盛岡市道開運橋向中野線交点）
- 終点：盛岡市東仙北二丁目（南大橋南交差点・国道4号（盛岡バイパス）交点）

### 途中交差する道路
- 岩手県道16号盛岡環状線（通称：仙北町通り　盛岡市仙北二丁目・向中野ガード東交差点）

## 主な特徴
一部中央分離帯付きの片側2車線。最高速度50km/h。
ゆいとぴあ盛南開発の一環として1991年に着工。西側から部分開通を重ね、2003年度に国道4号と直結。さらに翌2004年春には盛南大橋通りとも直結。そして2005年12月には盛岡西バイパスの盛南地区400m区間開通により、西バイパスと一体になり盛岡市内の内環状道路が完成し、交通渋滞緩和に大きく貢献している（西バイパスはここから南下して岩手県道36号上米内湯沢線と接続する予定）。また仙北町通り（岩手県道16号盛岡環状線）との交差点には地下道が設置され、歩車分離が図られている。
なお、この道路の開通によってJR東北本線との交差部分が立体交差（アンダーパス）に切り替えられたことに伴い、すぐ南側にあった中島踏切が廃止された。
当線が盛岡バイパスへ直結した後は、渋滞の激しい仙北町通り（南仙北一丁目）経由より当線経由のほうが早くなった。